# Não Me Faça Esperar
"Não Me Faça Esperar" é uma canção da cantora brasileira Ivete Sangalo. Foi lançada como um single em 8 de janeiro, sendo a sua aposta para o Carnaval de 2008. Foi lançada para download digital junto da faixa "Favo de Mel" com participação do cantor Ninha, da banda Trem de Pouso.
No ano seguinte, Ivete regravou a canção com novos arranjos para o seu sexto álbum de estúdio, Pode Entrar, lançado em 5 de junho de 2009.

## Recepção da crítica
A canção recebeu criticas favoráveis e positivas. O Blog do Miguel Arcanjo disse que "O samba-reggae tem levada gostosa, percussão baiana, forte presença dos backings vocais e aquela cara de música de Ivete Sangalo. Fecha o disco com a cara da artista".

## Videoclipe
Segundo a coluna de Bruno Astuto, Ivete Sangalo gravaria um videoclipe para a canção durante o carnaval de Salvador. Contaria com uma mega produção, envolvendo filmagens em película e partes rodadas através de um helicóptero. A direção seria de Joana Mazzuchelli, a mesma responsável pela direção do DVD Ivete no Maracanã. Apesar dos planos, o videoclipe não foi lançado, sequer informações de que foi rodado.

## Formato e faixas
Single digital
1. "Não Me Faça Esperar" - 3:18
2. "Favo de Mel" (part. Ninha) - 3:04